# Luigi Vianello
Luigi Vianello  (* 29. Januar 1862 in Treviso; † 16. Juli 1907 in Berlin) war ein italienischer Bauingenieur.

## Leben
Vianello war der Sohn eines angesehenen Notars in Treviso und studiert zwei Jahre Mathematik in Padua und danach Ingenieurwesen am Polytechnikum in Turin. 1885 bis 1892 war er als Ingenieur in Norditalien (Venedig, Treviso, Mailand) in Maschinen- und Lokomotivfabriken und bei der Eisenbahn. Danach war er in der Lokomotivfabrik Georg Egestorff in Hannover-Linden und ab 1895 an der Gutehoffnungshütte in Oberhausen-Sterkrade im Brückenbau, wo er mit Reinhold Krohn zusammenarbeitete. 1897 bis 1902 war er bei Siemens & Halske in Berlin und verantwortlich für viele anspruchsvolle Stahlbauten der Berliner Hochbahn zum Beispiel am Gleisdreieck. Ab 1902 war er bei der Continentalen Gesellschaft für elektrische Unternehmungen, die 1898 bis 1901 unter Richard Petersen (der ein persönlicher Freund von Vianello wurde) die Wuppertaler Schwebebahn baute und danach betrieb. Vianello war verantwortlich für die Angebote und Planung einer ähnlichen Schwebebahn für Berlin, die aber nicht realisiert wurde. Als sein Sehvermögen und seine Beweglichkeit nachließ, beging er Suizid. Er war Mitglied des Vereins Deutscher Ingenieure (VDI) und des Berliner Bezirksvereins des VDI, der ihm in der Zeitschrift des Vereines deutscher Ingenieure einen ausführlichen Nachruf widmete.
Seine Monographie über Eisenbau von 1905 war ein Standardwerk und war die erste deutschsprachige Monographie auf diesem Gebiet (Karl-Eugen Kurrer). Er entwickelte unter anderem 1898 eine graphische Methode zur Bestimmung der kritischen Knicklast von Stahlträgern.

## Schriften
- Der kontinuierliche Balken mit Dreiecks- oder Trapezlast. In: Zeitschrift des Vereines deutscher Ingenieure, Band 37, 1893, Nr. 13, S. 361–364.
- Der Kniehebel. In: Zeitschrift des Vereines deutscher Ingenieure, Band 39, Nr. 9, 1895, S. 253–257.
- Die Doppelkonsole. In: Zeitschrift des Vereines deutscher Ingenieure, Band 41, Nr. 45, 1897, S. 1275–1278.
- Graphische Untersuchung der Knickfestigkeit gerader Stäbe. In: Zeitschrift des Vereines deutscher Ingenieure, Band 42, Nr. 52, 1898, S. 1436–1443.
- Die Konstruktion der Biegungslinie gerader Stabe und ihre Anwendung in der Statik. In: Zeitschrift des Vereines deutscher Ingenieure, Band 47, Nr. 3, 1903, S. 92–97.
- Der durchgehende Träger auf elastisch senkbaren Stützen. In: Zeitschrift des Vereines deutscher Ingenieure, Band 48, Nr. 4, 1904, S. 128–132, Nr. 5, S. 161–166.
- Der Eisenbau. R. Oldenbourg, München 1905